# Le Marquis de Fayolle
Le Marquis de Fayolle est un roman de cape et d'épée datant de 1849, écrit par Gérard de Nerval mais resté inachevé. Le roman, d'abord paru en feuilletons entre mars et mai 1849 dans le journal Le Temps, a été terminé par Édouard Gorges et publié en 1856.

## Contexte de publication
Le Marquis de Fayolle paraît au lendemain de la Révolution de Février qui met fin à la Monarchie de Juillet, période de troubles politiques où les romans historiques sur la Révolution française connaissent une grande popularité. 
Le roman de Gérard de Nerval, situé dans la ville de Rennes et ses environs, se concentre sur la conspiration du marquis de La Rouërie, pendant la guerre qui oppose les Bleus (républicains) et les Chouans (monarchistes). En cela, il se rapproche de certaines publications romanesques des années qui précèdent, comme les travaux de Paul Féval et Emile Souvestre. Les Mémoires d'Outre-Tombe de Chateaubriand, qui commencent à être publiés, mentionnent la conspiration bretonne. Il s'inspire aussi directement des Chouans de Balzac, parus vingt ans plus tôt.

## Historique

### Le noyau initial: le roman de Nerval
Le roman a commencé à paraître dans le premier numéro du Temps, daté 1er mars 1849, puis quotidiennement pendant quelques jours, ensuite presque régulièrement jusqu'au 10 mars, puis irrégulièrement jusqu'au 10 mai, date à laquelle la parution s'arrête. 

### Le roman achevé: le travail d'Edouard Gorges
Édouard Gorges, ami de Gérard de Nerval originaire de Bretagne, d'abord fervent républicain puis fonctionnaire sous le Second Empire, l'édite en 1856, après avoir ajouté une « fin » et « retravaillé » le début. Les spécialistes se sont montrés très sévères envers ce « travail » et les éditions qui ont suivi n'ont repris que le texte du Temps.

### Redécouverte du texte original et publications récentes
En 1975, Jean Guillaume en comparant ces éditions au texte original a montré qu'elles avaient en fait incorporé des interventions de Gorges. Une édition conforme au texte original a paru en 1989 dans le tome I des Œuvres complètes, édition publiée sous la direction de Jean Guillaume et de Claude Pichois pour la « Bibliothèque de la Pléiade ».

## Synopsis
Le personnage principal du roman est un jeune soldat républicain du nom de Georges. Il combat les Chouans menés par le marquis Armand Tuffin de la Rouërie sans savoir que son père n'est autre que le marquis de Fayolle, un proche collaborateur du marquis de la Rouërie.  

## Réception
Le Marquis de Fayolle est très décrié par la critique littéraire du XIXe siècle. Son auteur, Gérard de Nerval, est un Républicain convaincu qui publie principalement dans des journaux de centre-gauche ; or, si le héros du roman, Georges, est bien un Républicain, l'auteur ne cache pas son admiration pour les personnages du marquis de Fayolle et du marquis de la Rouërie. D'après Jacques Bony, spécialiste de Nerval et commentateur du roman, c'est cette incapacité à décider qui, des Bleus ou des Chouans, doit l'emporter, qui explique en partie le fait que le roman demeure inachevé. 
Le roman est d'autant plus critiqué que sa version complète, publiée en 1856, est le fruit du travail d'un obscur romancier du nom d'Edouard Gorges qui, non content de terminer l'histoire, a également modifié le scénario prévu par Gérard de Nerval. La réputation du Marquis de Fayolle auprès de la critique en est encore ternie et le roman est considéré comme une œuvre mineure du corpus nervalien.